# Liste von Rennsteiggrenzsteinen im Abschnitt Gustav-Freytag-Stein bis Dietzel-Geba-Stein

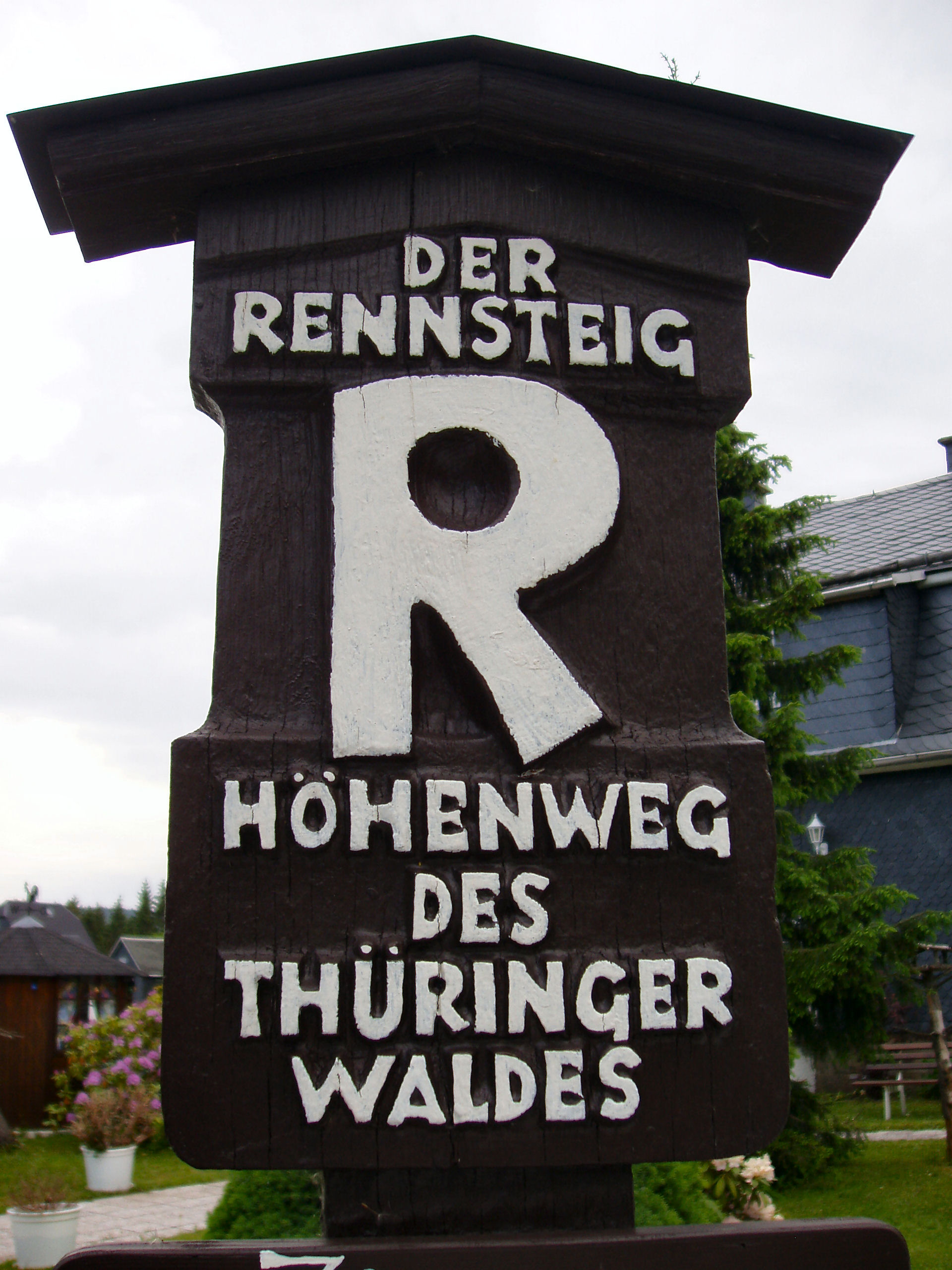

Die Liste von Rennsteiggrenzsteinen im Abschnitt Gustav-Freytag-Stein bis Dietzel-Geba-Stein westlich von Oberhof enthält Grenzsteine entlang des Rennsteiges, eines historischen Grenzwegs im Thüringer Wald.
Zwischen den Dreiherrensteinen am Gustav-Freytag-Stein und am Dietzel-Geba-Stein markierten auf einer Streckenlänge von etwa fünf Kilometern zahlreiche Grenzsteine die Grenze zwischen Hessen (H) und Sachsen (S). Davon sind heute noch etwa 45 Steine vorhanden. Als Inschriften tragen die Grenzsteine H für Landgrafschaft Hessen-Kassel (Herrschaft Schmalkalden, bis 1583 Grafschaft Henneberg) und S für Herzogtum Sachsen-Coburg und Gotha. Teilweise sind die Grenzsteine mit einer laufenden Nummer versehen sowie mit der Jahreszahl ihrer Setzung.

## Liste der Grenzsteine
| Stein und Lage                                                                               | Bild |
| -------------------------------------------------------------------------------------------- | ---- |
| Gustav-Freytag-Stein H 1 von 1719 (887 m, ehem. Dreiherrenstein nicht mehr vorhanden) (Lage) |      |
| Grenzstein H/S                                                                               |      |
| Grenzstein H/S                                                                               |      |
| Grenzstein H/S                                                                               |      |
| Grenzstein H/S Nr. 8                                                                         |      |
| Grenzstein H/S                                                                               |      |
| Grenzstein H/S                                                                               |      |
| Grenzstein H/S von 1734                                                                      |      |
| Grenzstein H/S von 1734                                                                      |      |
| Grenzstein H/S von 1722                                                                      |      |
| Grenzstein H/S von 1844                                                                      |      |
| Grenzstein H/S                                                                               |      |
| Grenzstein H/S von 1834                                                                      |      |
| Grenzstein H/S von 1698                                                                      |      |
| Grenzstein H/S von 1721                                                                      |      |
| Grenzstein H/S von 1721                                                                      |      |
| Grenzstein H/S                                                                               |      |
| Grenzstein H/S                                                                               |      |
| Grenzstein H/S                                                                               |      |
| Grenzstein H/S von 1681                                                                      |      |
| Grenzstein H/S                                                                               |      |
| Grenzstein H/S                                                                               |      |

| Stein und Lage                                                                                        | Bild |
| --- | ---- |
| Grenzstein H/S von 1721                                                                               |      |
| Grenzstein H/S                                                                                        |      |
| Grenzstein H/S                                                                                        |      |
| Grenzstein H/S                                                                                        |      |
| Grenzstein H/S von 1732                                                                               |      |
| Grenzstein H/S                                                                                        |      |
| Grenzstein H/S                                                                                        |      |
| Grenzstein H/S                                                                                        |      |
| Grenzstein H/S                                                                                        |      |
| Grenzstein H/S von 1645                                                                               |      |
| Grenzstein H/S                                                                                        |      |
| Fliegerdenkmal (Lage)                                                                                 |      |
| Grenzstein H/S von 1734                                                                               |      |
| Grenzadler von 1866 (Königreich Preußen und Herzogtum Sachsen-Coburg und Gotha) (Lage)                |      |
| Grenzstein H/S                                                                                        |      |
| Grenzstein H/S von 1645                                                                               |      |
| Grenzstein H/S                                                                                        |      |
| Grenzstein H/S                                                                                        |      |
| Grenzstein H/S                                                                                        |      |
| Grenzstein H/S                                                                                        |      |
| Grenzstein H/S                                                                                        |      |
| Grenzstein H/S „Zellaer Forst“                                                                        |      |
| Dietzel-Geba-Stein Nr. 16 von 1734 (890 m, ehem. Dreiherrenstein Hessen/Sachsen/Sachsen-Gotha) (Lage) |      |